# سند اسپرینگز، شهرستان کوکونینو، آریزونا
سند اسپرینگز (به انگلیسی: Sand Springs) یک منطقهٔ مسکونی در ایالات متحده آمریکا است که در شهرستان کاکانینو، آریزونا واقع شده‌است. سند اسپرینگز ۱٬۵۷۴ متر بالاتر از سطح دریا واقع شده‌است.